# Festivalul Internațional de Film de la Berlin din 2009

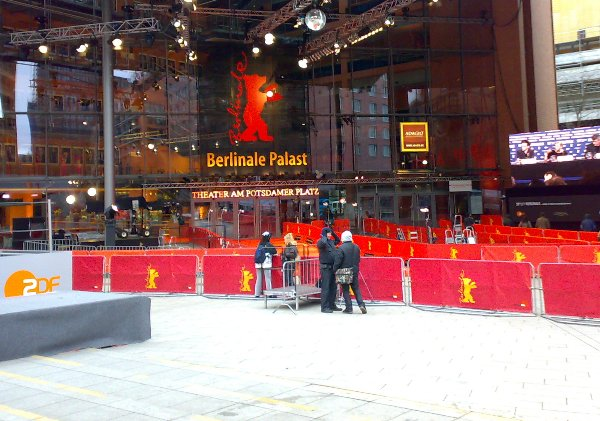
Festivalul Internațional de Film de la Berlin din 2009

Festivalul Internațional de Film de la Berlin din 2009 (Berlinale) a avut loc între 5 și 15 februarie 2009. La deschidere a fost prezentat filmul lui Tom Tykwer, The International. În total au fost prezentate în cadrul feistivalului 383 de filme și s-au vândut ca. 270.000 de bilete de intrare, cea ce înseamnă un nou record privind numărul spectatorilor.

## Filme care au concurat la festival
| Titlu                            | Regizor               | Țara producătoare                | Actori principali                                                                                 |
| -------------------------------- | --------------------- | -------------------------------- | ------------------------------------------------------------------------------------------------- |
| Alle Anderen                     | Maren Ade             | Germania                         | Birgit Minichmayr, Lars Eidinger, Hans-Jochen Wagner                                              |
| Chéri                            | Stephen Frears        | Marea Britanie                   | Michelle Pfeiffer, Kathy Bates, Rupert Friend                                                     |
| Darbareye Elly                   | Asghar Farhadi        | Iran                             | Golshifteh Farahani, Taraneh Alidoosti, Marila Zare'i, Rana Azadvar, Shahab Hosseini, Saber Abbar |
| Gigante                          | Adrián Biniez         | Uruguay, Germania, Argentina     | Horacio Camandulle, Leonor Svarcas, Carlos Lissardy, Esteban Lago                                 |
| Happy Tears                      | Mitchell Lichtenstein | USA                              | Demi Moore, Parker Posey, Rip Torn, Ellen Barkin                                                  |
| In the Electric Mist             | Bertrand Tavernier    | Franța, USA                      | Tommy Lee Jones, John Goodman, Peter Sarsgaard                                                    |
| Katalin Varga                    | Peter Strickland      | România, Marea Britanie, Ungaria | Hilda Péter, Norbert Tankó, Tibor Pálfy, Sebastian Marina                                         |
| Little Soldier                   | Annette K. Olesen     | Danemarca                        | Trine Dyrholm                                                                                     |
| London River                     | Rachid Bouchareb      | Algeria, Franța, Marea Britanie  | Brenda Blethyn, Sotigui Kouyaté                                                                   |
| Mammoth                          | Lukas Moodysson       | Suedia, Germania, Danemarca      | Gael Garcia Bernal, Michelle Williams, Sophie Nyweide                                             |
| Mei Lanfang (Forever Enthralled) | Chen Kaige            | China                            | Leon Lai, Zhang Ziyi                                                                              |
| The Messenger                    | Oren Moverman         | USA                              | Ben Foster, Woody Harrelson, Samantha Morton                                                      |
| My One and Only                  | Richard Loncraine     | USA                              | Renée Zellweger, Kevin Bacon, Logan Lerman                                                        |
| Rage                             | Sally Potter          | Marea Britanie, USA              | Judi Dench, Jude Law, Dianne Wiest, Steve Buscemi                                                 |
| Ricky – Wunder geschehen         | François Ozon         | Franța, Italia                   | Alexandra Lamy, Sergi Lopez                                                                       |
| Sturm                            | Hans-Christian Schmid | Germania, Danemarca              | Kerry Fox, Anamaria Marinca, Stephen Dillane                                                      |
| Tatarak                          | Andrzej Wajda         | Polonia                          | Krystyna Janda, Jan Englert                                                                       |
| La teta asustada                 | Claudia Llosa         | Spania, Peru                     | Magaly Solier Romero, Susi Sánchez, Efraín Solís, Marino Ballón                                   |